# Ponerorchis tominagae
Ponerorchis tominagae är en orkidéart som först beskrevs av Bunzo Hayata, och fick sitt nu gällande namn av Horng Jye Su och J.J.Chen. Ponerorchis tominagae ingår i släktet Ponerorchis och familjen orkidéer.
Artens utbredningsområde är Taiwan. Inga underarter finns listade i Catalogue of Life.